# Arctornis sinensis
Arctornis sinensis är en fjärilsart som beskrevs av Moore 1877. Arctornis sinensis ingår i släktet Arctornis och familjen tofsspinnare. Inga underarter finns listade i Catalogue of Life.